# Anna Podolec
Anna Barbara Podolec Miros (Łańcut, 30 ottobre 1985) è un'ex pallavolista polacca, schiacciatrice e opposto.

## Palmarès

### Club
- Campionato polacco: 1

2012-13
- Coppa di Polonia: 1

2014-15
- Supercoppa polacca: 1

2010
- Coppa CEV: 1

2008-09

### Nazionale (competizioni minori)
- Giochi europei 2015